# Prix Cervantes
Pour les articles homonymes, voir Cervantes.
Le prix Miguel-de-Cervantes (en espagnol Premio Miguel de Cervantes) est un prix littéraire qui est attribué chaque année depuis 1976 par le ministère espagnol de la Culture, sur proposition des académies de la langue espagnole, à un auteur de langue espagnole pour l'ensemble de son œuvre. Le vainqueur reçoit 125 000 euros. C'est la récompense littéraire la plus importante en langue espagnole. Le prix a été baptisé en l'honneur de Miguel de Cervantes, auteur de Don Quichotte.

## Histoire
Dans le monde hispanophone, le prix Cervantes est l'équivalent du Prix Nobel de littérature en espagnol. Il est créé en 1976 dans le but d'honorer une trajectoire littéraire complète.
Les candidats sont présentés devant l'assemblée de l'Académie royale espagnole, les académies des pays hispanophones et les lauréats des années antérieures.
Le jury est présidé par le ministre de la Culture d'Espagne, et depuis 1980, le prix ne peut être remis qu'à un seul lauréat. La cérémonie de remise du prix se célèbre le 23 avril de chaque année.
En 2002 est créé le Prix Velázquez, sur le même modèle, pour honorer les artistes plastiques espagnols et  ibéro-américains.

## Liste des lauréats
- 1976 : Jorge Guillén ( Espagne)
- 1977 : Alejo Carpentier ( Cuba)
- 1978 : Dámaso Alonso ( Espagne)
- 1979 : Jorge Luis Borges ( Argentine) et Gerardo Diego ( Espagne)
- 1980 : Juan Carlos Onetti ( Uruguay)
- 1981 : Octavio Paz[2] ( Mexique)
- 1982 : Luis Rosales ( Espagne)
- 1983 : Rafael Alberti ( Espagne)
- 1984 : Ernesto Sábato ( Argentine)
- 1985 : Gonzalo Torrente Ballester ( Espagne)
- 1986 : Antonio Buero Vallejo ( Espagne)
- 1987 : Carlos Fuentes ( Mexique, né au Panama)
- 1988 : María Zambrano ( Espagne)
- 1989 : Augusto Roa Bastos ( Paraguay)
- 1990 : Adolfo Bioy Casares ( Argentine)
- 1991 : Francisco Ayala ( Espagne)
- 1992 : Dulce María Loynaz ( Cuba)
- 1993 : Miguel Delibes ( Espagne)
- 1994 : Mario Vargas Llosa ( Pérou/ Espagne)
- 1995 : Camilo José Cela ( Espagne)
- 1996 : José García Nieto ( Espagne)
- 1997 : Guillermo Cabrera Infante ( Cuba)
- 1998 : José Hierro ( Espagne)
- 1999 : Jorge Edwards ( Chili)
- 2000 : Francisco Umbral ( Espagne)
- 2001 : Álvaro Mutis ( Colombie)
- 2002 : José Jiménez Lozano ( Espagne)
- 2003 : Gonzalo Rojas ( Chili)
- 2004 : Rafael Sánchez Ferlosio ( Espagne)
- 2005 : Sergio Pitol ( Mexique)
- 2006 : Antonio Gamoneda[3] ( Espagne)
- 2007 : Juan Gelman ( Argentine)
- 2008 : Juan Marsé[4] ( Espagne)
- 2009 : José Emilio Pacheco ( Mexique)
- 2010 : Ana María Matute ( Espagne)
- 2011 : Nicanor Parra ( Chili)
- 2012 : José Manuel Caballero Bonald ( Espagne)
- 2013 : Elena Poniatowska ( Mexique)
- 2014 : Juan Goytisolo ( Espagne)
- 2015 : Fernando del Paso ( Mexique)
- 2016 : Eduardo Mendoza ( Espagne)
- 2017 : Sergio Ramírez[5] ( Nicaragua)
- 2018 : Ida Vitale ( Uruguay)
- 2019 : Joan Margarit i Consarnau ( Espagne)
- 2020 : Francisco Brines ( Espagne)
- 2021 : Cristina Peri Rossi ( Uruguay)
- 2022 : Rafael Cadenas[6] ( Venezuela)
- 2023 : Luis Mateo Díez ( Espagne)
- 2024 : Álvaro Pombo[7] ( Espagne)

## Prix par pays
- Espagne : 27
- Mexique : 6
- Argentine : 4
- Cuba : 3
- Chili : 3
- Uruguay : 3
- Paraguay : 1
- Pérou : 1
- Colombie : 1
- Nicaragua : 1
- Venezuela : 1